# Biskupice (Zabrze)
Biskupice (niem. Biskupitz, śl. Biskupicy) – dzielnica miasta Zabrze. Do 1927 r. były samodzielną gminą.

## Nazwa
W kronice łacińskiej Liber fundationis episcopatus Vratislaviensis (pol. Księga uposażeń biskupstwa wrocławskiego), spisanej za czasów biskupa Henryka z Wierzbna, w latach 1295–1305, miejscowość wymieniona jest w zlatynizowanej formie: Byscupitz.

## Historia

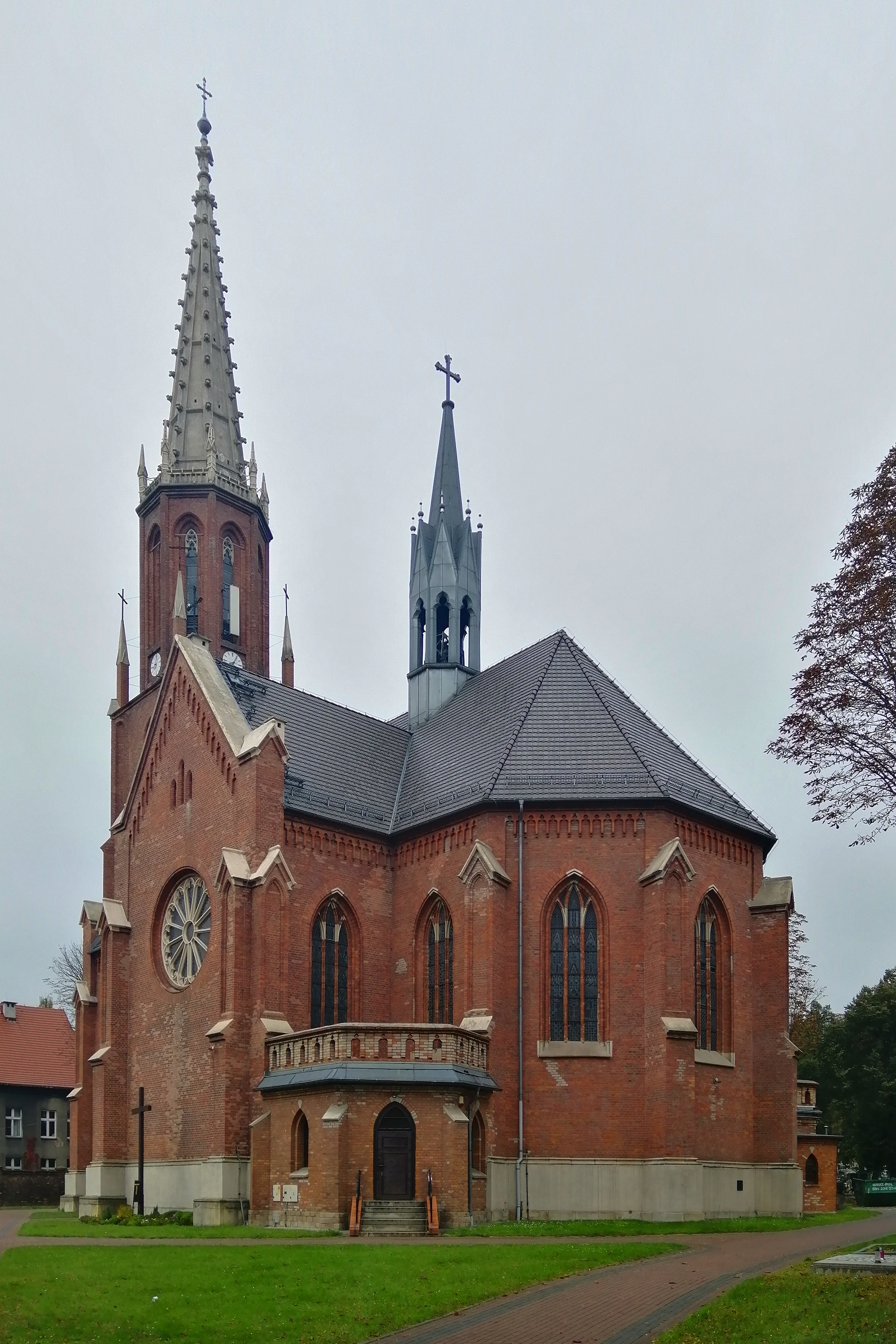
Kościół św. Jana Chrzciciela (2021)

Biskupice mają najstarszy rodowód spośród wszystkich zabrzańskich dzielnic. Ślady osadnictwa prehistorycznego odnalezione w łachach piasku nad Bytomką sięgają epoki kamiennej, około 10 000 lat p.n.e. Okolica Biskupic wzmiankowana jest w bulli papieża z 1155 roku oraz w dokumencie księcia opolskiego Kazimierza I z 1222 roku, zezwalającym na osadnictwo na terenach należących do dóbr Ujazdu. Wieś Biskupice jako własność biskupów wrocławskich została wymieniona w dokumencie z 1243 roku , którym książę opolsko-raciborski Mieszko II zwolnił ją od ciężarów na rzecz swojego dworu. Istnienie parafii potwierdzone zostało w wykazie świętopietrza z 1326 roku, mimo iż pleban od św. Jana nic nie zapłacił. Biskupice zostały spalone w 1241 roku przez Mongołów.
W roku 1354 dobra biskupickie prawdopodobnie użytkował biskup wrocławski Przecław z Pogorzeli. W 1548 r. biskup wrocławski Baltazar von Promnitz wydał w Nysie przywilej górniczy dla terenów Biskupic, Zabrza, Rudy i Sośnicy, a prawo do wydobywania rud w Biskupicach i okolicy otrzymali bracia Mikołaj i Jan Birawscy. Wiek XVII to okres panowania w Biskupicach rodów: von Praschma (Prażma), Konieckich, Biały Bielskich, Zwolskich, von Welczków, von Rauthen. W 1742 roku, w efekcie pierwszej wojny śląskiej, Biskupice znalazły się pod panowaniem królów pruskich, a w roku 1743 w powiecie bytomskim. W 1748 roku dobra biskupickie zostały sprzedane przez Jana hr. Dunin Franciszkowi Wolfgangowi von Stechow, którego spadkobierczyni Elżbieta wniosła Biskupice w wianie rodzinie hrabiów von Ballestrem, jednej z największych rodzin magnatów przemysłowych na Górnym Śląsku.
Wiek XIX był okresem szybkiego rozwoju wsi. O ile w 1782 r. Biskupice liczyły zaledwie 30 rodzin, o tyle w 1830 r. liczyły 415 mieszkańców, w 1861 r. - 1113, w 1875 r. - 6133, w 1900 r. - 9396. Druga połowa tego wieku to w Biskupicach okres gwałtownej industrializacji. W owym czasie August Borsig stworzył tu podwaliny pod jeden z największych kombinatów przemysłowych. Rozwój przemysłu przyciągnął rzesze ludności szukającej pracy, a to z kolei wymusiło potrzebę budowy zaplecza socjalnego – dziś Osiedle Borsiga, wzniesienie na przełomie XIX i XX wieku.
W rejonie obecnych ul. J. Kasprowicza, ul. Tarnogórskiej, ul. M. Reja i ul. J. Brondera, w latach 1913–1916 powstało robotnicze osiedle domów wielorodzinnych dla pracowników kombinatu górniczo-hutniczego, należącego do Augusta Borsiga.
W latach 1926–1933 przy ulicy Jana Kasprowicza znajdowała się siedziba Komitetu Obwodowego Komunistycznej Partii Polski.